# Parco nazionale di Wolin
Il parco nazionale di Wolin (in polacco Woliński Park Narodowy) è un parco nazionale della Polonia che tutela una porzione dell'isola di Wolin oltre che parte della laguna di Stettino e dell'arcipelago di isole sul delta invertito dello Świna nel voivodato della Pomerania Occidentale.
Il parco, istituito nel 1960 e gestito dal Ministero del clima e dell'ambiente, si estende per 10 937 ettari e il suo simbolo è l'aquila di mare codabianca. Esso ospita inoltre un allevamento di bisonti che è dotato anche di recinti e voliere che ospitano cinghiali, cervi, caprioli e due esemplari di aquile di mare codabianca.

## Storia
Il parco fu istituito dal governo polacco nel 1960 su iniziativa del veterano e guardaparco Mieczysław Tarchalski, coprendo un'area di circa 4 691 ettari; il primo direttore del parco fu Leon Niedzielski.
Successivamente nel 1996 fu deliberata l'inclusione di un'area pari ad un miglio nautico dalla costa delle acque del mar Baltico oltre che un piccolo arcipelago di isole sul delta invertito dello Świna e le acque circostanti della laguna di Stettino.

## Flora
Nell'area del parco sono state censite circa 600 specie di piante vascolari. La principale componente delle foreste è il pino, che copre circa il 68% della superficie forestale del parco, seguito da faggio (23%), quercia (7%) ed altre specie tra cui abete rosso, abete di Douglas, betulla e larice.

## Fauna
La fauna del parco è assai diversificata. Sono state censite oltre 230 specie di uccelli, con diverse specie nidificanti, tra cui l'aquila di mare codabianca, il pagliarolo, il piovanello pancianera e il pigliamosche pettirosso, grazie alla posizione sulla principale rotta migratoria lungo la costa baltica. La baia della Pomerania ospita diverse specie di pesci e mammiferi marini, tra cui la foca grigia e la focena comune.